# Anton Erwin Lux
Anton Erwin Lux (Venècia, 23 de desembre de 1847 - Stockerau, 31 de maig de 1908) va ser un militar austríac que explorà l'Àfrica. Anton Lux era el fill d'un oficial. Va estudiar a l'Acadèmia d'Artilleria i manifestà aviat cert talent per al dibuix i un interès notable per la geografia. Lux va desenvolupar plans per fortificacions i va ser transferit ràpidament a l'Estat Major General el 1872. L'Exposició Universal de Viena que es feu el 1873 es va beneficiar considerablement dels seus plans, dibuixos i mapes, de tal manera que el 1874 fou guardonat pels seus serveis, durant una audiència amb l'emperador Francesc Josep I, amb la Medalla d'Or UNITIS Viribus. Alhora, Lux també va rebre un permís per a assistir a la segona expedició d'Àfrica que organitzava la Societat Alemanya d'Àfrica dirigida per en Paul Pogge, i on també hi participava en Hermann von Wissmann. Aquella expedició, a la qual també va assistir, a més de Paul Pogge, l'ornitòleg Alexander von Homeyer, es va dirigir cap al sud del Congo a través de la terra de Bangela a Kimbundo, que fins llavors no havia visitat cap grup alemany. Després del seu retorn, Lux va participar com a delegat d'Àustria en una conferència africana a Brussel·les. Publicà el seu primer llibre. Va viatjar després als Balcans i el seu dietari de viatge va aparèixer el 1887. El 1889, Lux tornà al servei militar a Viena i es dedicà alhora a l'estudi de diverses llengües orientals. Es va jubilar el 1903 i va morir cinc anys després, el 1908, a Stockerau. Escrigué Von Loanda nach Kimbundo, etc. 1875-76 (1879); i Die Balkanhalbinsel (mit Ausschluß von Griechenland). Physikalische und ethnographische Schilderungen und Städtebilder (1887).